# Tamara Desni
Tamara Desni (22 de outubro de 1913 – 7 de fevereiro de 2008) foi uma atriz de cinema britânica nascida na Alemanha. Ela nasceu Tamara Broadsky em Berlim, e foi filha da também atriz Xenia Desni.

## Filmografia selecionada
- Der Schrecken der Garnison (1931)
- Im Geheimdienst (1931)
- Falling for You (1933)
- Forbidden Territory (1934)
- Jack Ahoy (1934)
- Bypass to Happiness (1934)
- The Diplomatic Lover (1934)
- Dark World (1935)
- Blue Smoke (1935)
- Fire Over England (1937)